# Oeste de Canadá

Mapa que muestra las provincias del Oeste de Canadá.

El Oeste de Canadá es una región geográfica de Canadá, que incorpora tierras al oeste de Ontario y al sur de los Territorios de Canadá.

## Provincias
Las provincias canadienses que componen esta región son:
- Columbia Británica
- Alberta
- Saskatchewan
- Manitoba

- Datos: Q1145847
- Multimedia: Western Canada / Q1145847